# 하시모토 고지
하시모토 고지(일본어: 橋本 晃司, 1986년 4월 22일 ~ )는 일본의 축구 선수이다.

## 구단 경력
그는 2006년부터 2020년까지 J리그의 나고야 그램퍼스, 미토 홀리호크, 오미야 아르디자, 가와사키 프론탈레, 이와테 그루자 모리오카에서 활동하였다.